# كاشيوارا (أوساكا)
مدينة كاشيوارا (بالإنجليزية: Kashiwara)‏ هي أحد المدن التابعة لمحافظة أوساكا. تأسست رسميًا في 01/10/1958. ويقدر عدد سكانها بـ 75875 نسمة حسب تقدير مكتب الإحصاء الياباني لعام 2012. تبلغ مساحة كاشيوارا 25.39 كم2. بكثافة سكانية تبلغ 2988 نسمة/كم2.

## أعلام
- ناوتو نيشيدا
- ماساهيرو دوي
- تومويوكي تاناكا